# Ken Klee
Kenneth William Robert "Ken" Klee, född 24 april 1971, är en amerikansk ishockeytränare och före detta professionell ishockeyback som tillbringade 14 säsonger i den nordamerikanska ishockeyligan National Hockey League (NHL), där han spelade för ishockeyorganisationerna Washington Capitals, Toronto Maple Leafs, New Jersey Devils, Colorado Avalanche, Atlanta Thrashers, Anaheim Ducks och Phoenix Coyotes. Han producerade 195 poäng (55 mål och 140 assists) samt drog på sig 880 utvisningsminuter på 934 grundspelsmatcher. Klee spelade även på lägre nivåer för Baltimore Skipjacks och Portland Pirates i American Hockey League (AHL) och Bowling Green Falcons (Bowling Green State University) i National Collegiate Athletic Association (NCAA).
Han draftades i nionde rundan i 1990 års draft av Washington Capitals som 177:e spelare totalt.
Efter den aktiva spelarkarriären ledde han USA:s damlandslag i ishockey mellan 2015 och 2017 och där han tog dem till två raka VM-guld (2015 och 2016). Den 18 juli 2017 blev han anställd som assisterande tränare för Syracuse Crunch i AHL.

## Statistik
| 1988–1989   | St. Michael's Buzzers                                 |             | 40  | 9  | 23  | 32  | 64  | 27 | 5 | 12 | 17 | 54 |
| 1989–1990   | Bowling Green Falcons                                 | NCAA        | 41  | 0  | 5   | 5   | 56  | —  | — | —  | —  | —  |
| 1990–1991   | Bowling Green Falcons                                 | NCAA        | 37  | 7  | 28  | 35  | 50  | —  | — | —  | —  | —  |
| 1991–1992   | Bowling Green Falcons                                 | NCAA        | 10  | 0  | 1   | 1   | 14  | —  | — | —  | —  | —  |
| 1992–1993   | Baltimore Skipjacks                                   | AHL         | 77  | 4  | 14  | 18  | 93  | 7  | 0 | 1  | 1  | 15 |
| 1993–1994   | Portland Pirates                                      | AHL         | 65  | 2  | 9   | 11  | 87  | 17 | 1 | 2  | 3  | 14 |
| 1994–1995   | Washington Capitals                                   | NHL         | 23  | 3  | 1   | 4   | 41  | 7  | 0 | 0  | 0  | 4  |
|             | Portland Pirates                                      | AHL         | 49  | 5  | 7   | 12  | 89  | —  | — | —  | —  | —  |
| 1995–1996   | Washington Capitals                                   | NHL         | 66  | 8  | 3   | 11  | 60  | 1  | 0 | 0  | 0  | 0  |
| 1996–1997   | Washington Capitals                                   | NHL         | 80  | 3  | 8   | 11  | 115 | —  | — | —  | —  | —  |
| 1997–1998   | Washington Capitals                                   | NHL         | 51  | 4  | 2   | 6   | 56  | 9  | 1 | 0  | 1  | 10 |
| 1998–1999   | Washington Capitals                                   | NHL         | 78  | 7  | 13  | 20  | 80  | —  | — | —  | —  | —  |
| 1999–2000   | Washington Capitals                                   | NHL         | 80  | 7  | 13  | 20  | 79  | 5  | 0 | 1  | 1  | 10 |
| 2000–2001   | Washington Capitals                                   | NHL         | 54  | 2  | 4   | 6   | 60  | 6  | 0 | 1  | 1  | 8  |
| 2001–2002   | Washington Capitals                                   | NHL         | 68  | 8  | 8   | 16  | 38  | —  | — | —  | —  | —  |
| 2002–2003   | Washington Capitals                                   | NHL         | 70  | 1  | 16  | 17  | 89  | 6  | 0 | 0  | 0  | 6  |
| 2003–2004   | Toronto Maple Leafs                                   | NHL         | 66  | 4  | 25  | 29  | 36  | 11 | 0 | 0  | 0  | 6  |
| 2004–2005   | Spelade ej på grund av konflikt mellan NHL och NHLPA. |             |     |    |     |     |     |    |   |    |    |    |
| 2005–2006   | Toronto Maple Leafs                                   | NHL         | 56  | 3  | 12  | 15  | 66  | —  | — | —  | —  | —  |
|             | New Jersey Devils                                     | NHL         | 18  | 0  | 0   | 0   | 14  | 6  | 1 | 0  | 1  | 6  |
| 2006–2007   | Colorado Avalanche                                    | NHL         | 81  | 3  | 16  | 19  | 68  | —  | — | —  | —  | —  |
| 2007–2008   | Atlanta Thrashers                                     | NHL         | 72  | 1  | 9   | 10  | 60  | —  | — | —  | —  | —  |
| 2008–2009   | Anaheim Ducks                                         | NHL         | 3   | 0  | 0   | 0   | 4   | —  | — | —  | —  | —  |
|             | Phoenix Coyotes                                       | NHL         | 68  | 1  | 10  | 11  | 24  | —  | — | —  | —  | —  |
| NHL totalt  | NHL totalt                                            | NHL totalt  | 934 | 55 | 140 | 195 | 880 | 51 | 2 | 2  | 4  | 50 |
| AHL totalt  | AHL totalt                                            | AHL totalt  | 191 | 11 | 30  | 41  | 269 | 24 | 1 | 3  | 4  | 29 |
| NCAA totalt | NCAA totalt                                           | NCAA totalt | 88  | 7  | 34  | 41  | 120 | —  | — | —  | —  | —  |

### Internationellt
| Källa:        | Källa:        | Källa:        |         | Utv = Utvisningsminuter | Utv = Utvisningsminuter | Utv = Utvisningsminuter | Utv = Utvisningsminuter | Utv = Utvisningsminuter |
| År            | Lag           | Mästerskap    | Matcher | Mål                     | Assists                 | Poäng                   | Utv                     |                         |
| ------------- | ------------- | ------------- | ------- | ----------------------- | ----------------------- | ----------------------- | ----------------------- | ----------------------- |
| 1991          | USA           | JVM           | 7       | 1                       | 1                       | 2                       | 2                       |                         |
| 1992          | USA           | VM            | 2       | 0                       | 0                       | 0                       | 0                       |                         |
| 1997          | USA           | VM            | 8       | 1                       | 0                       | 1                       | 12                      |                         |
| 2004          | USA           | WC            | 4       | 0                       | 0                       | 0                       | 0                       |                         |
| Junior totalt | Junior totalt | Junior totalt | 7       | 1                       | 1                       | 2                       | 2                       |                         |
| Senior totalt | Senior totalt | Senior totalt | 14      | 1                       | 0                       | 1                       | 12                      |                         |